# Чолпонбаев, Мукар Шалтакович
Мукар Шалтакович Чолпонбаев (кирг. Мукар Шалтакович Чолпонбаев; 29 марта 1950, с. Орукту, Иссык-Кульский район, Иссык-Кульская область, Киргизская ССР — 24 мая 2020, Бишкек, Кыргызстан) — киргизский юрист и государственный деятель, председатель Законодательного собрания Жогорку Кенеша Кыргызской Республики (1995—1996).

## Биография
Трудовую деятельность начал трактористом, служил в рядах ВМФ.
В 1976 г. окончил юридический факультет Киргизского государственного университета им. 50-летия СССР. Кандидат юридических наук, диссертация: «Законодательство о дисциплине труда. Историко-правовой анализ» (Екатеринбург, 1995).
Работал следователем прокуратуры Первомайского района города Фрунзе, затем — старшим следователем киргизской транспортной прокуратуры, следователем по особо важным делам при прокуроре Киргизской ССР.
В 1984—1991 гг. — заместитель заведующего, затем — заведующий юридическим отделом Президиума Верховного Совета Киргизской ССР.
В 1991 г. был избран депутатом Верховного Совета Киргизской ССР. С 1991 по 1993 г. — начальник Чуйского областного управления юстиции, заведующий отделом по вопросам взаимосвязи с законодательной и судебной властью Аппарата президента Кыргызской Республики.
В 1993 по 1995 гг. — министр юстиции Кыргызской Республики.
В 1995—2000 гг. — депутат Законодательного собрания Жогорку Кенеша Кыргызской Республики, в 1995—1996 гг. — его председатель. Одновременно являлся заведующим кафедрой Кыргызского государственного университета им. И.Арабаева.
С 2000 г. — юрист-адвокат, директор консалтингово-юридической компании «Мукар и профи».
На президентских выборах в июле 2017 г. выдвигал свою кандидатуру как самовыдвиженец.
Скончался от осложнений, вызванных коронавирусной инфекцией.

## Семья
Был женат, три дочери.

## Награды и звания
Государственный советник юстиции 3-класса.
Заслуженный юрист Кыргызской Республики.